# 北大荒农垦集团有限公司九三分公司
黑龙江省农垦九三管理局，简称九三管理局、九三局，隶属黑龙江省农垦总局，位于中华人民共和国黑龙江省嫩江县、五大连池市和讷河市境内，北纬 48°37′至50°04′，东经124°25′至126°23′之间，1949年春，由26名伤残军人在荒原上建立。现有土地面积5645平方公里，人口约17万人。是黑龙江省农垦系统下辖九个管理局之一，行使县级人民政府行政执法权，下辖十一个国有农场。2018年6月28日，作为全国农垦系统改革的一部分，根据“市场化原则”，以原有九三管理局为基础，组建了黑龙江北大荒农垦集团总公司九三分公司，将逐渐剥离行政功能。

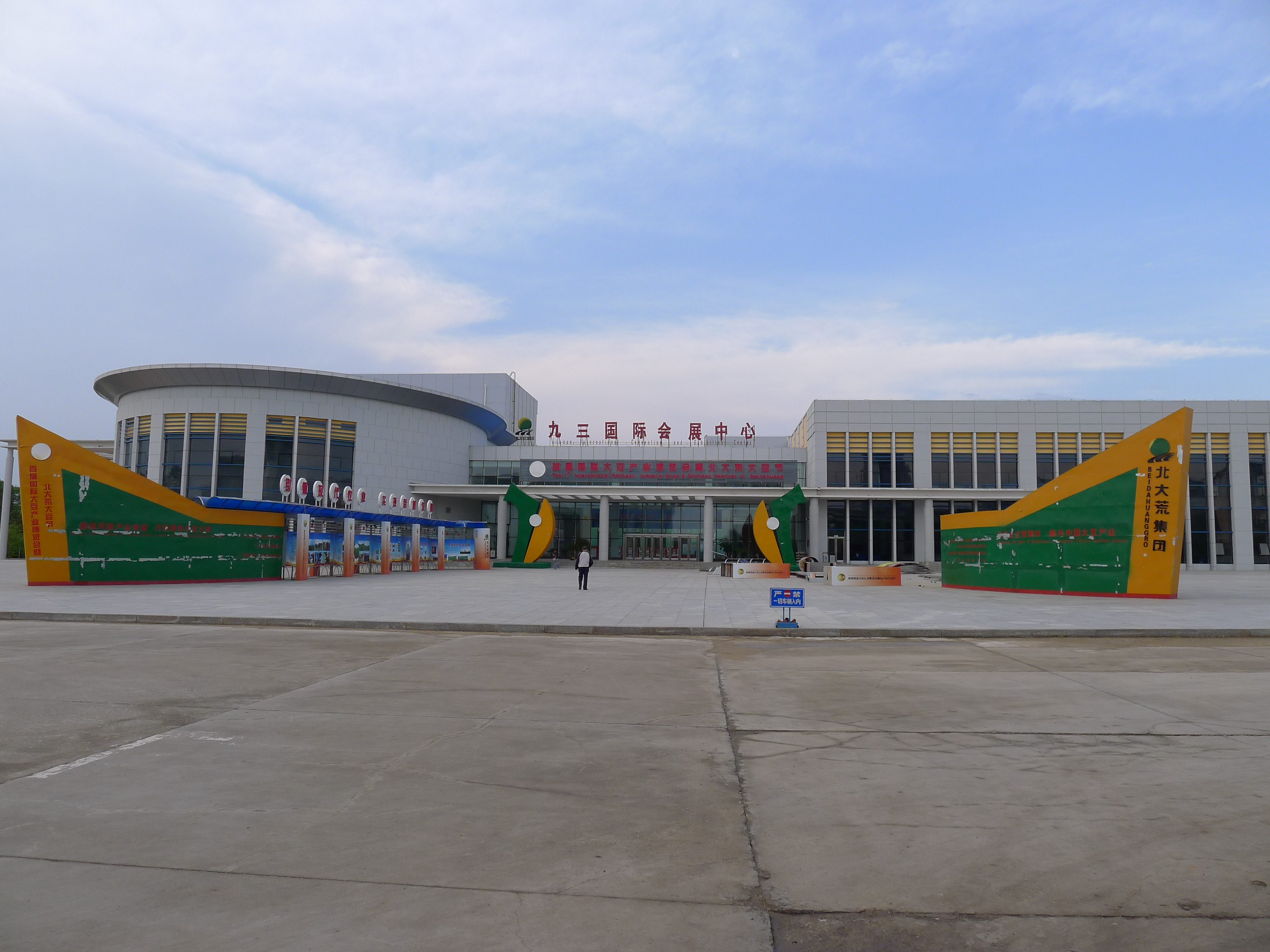
2010年兴建的九三会展中心

九三管理局始建于1949年，为纪念9月3日抗战胜利纪念日，得名九三。曾名九三农场管理局、黑龙江农垦九三分局，在文革期间曾经参与组建黑龙江省生产建设兵团农五师，后撤销改为农垦局。于2011年根据《黑龙江省垦区条例》：“省农垦总局所属管理局行使县级人民政府行政执法权，负责本管区的行政管理工作”条文，更名为九三管理局。2012年12月底，又成立黑龙江省农垦九三管理委员会，赋予财税职能，即保留一定的地税，不再全部上交嫩江县地税局。同时保留九三管理局名称。

## 地理和气候
九三垦区位于小兴安岭西南麓，全局土地总面积5 615平方公里，是小兴安岭向松嫩平原过渡的丘陵漫岗地带。海拔高度在200～510 米之间，平均海拔385米。自东向西，有科洛河、门鲁河、固固河、多金河等几条主要河流蜿蜒流入嫩江。
寒温带大陆性季风气候区，常年平均气温较低。自1954年以来，气温逐年递增。历年平均降水量为493.6毫米（1954-2002年）。

## 经济
九三管理局的经济以农业为主体。种植业以大豆、玉米、小麦和甜菜、马铃薯等为主要作物。农业机械化程度很高，在中国首屈一指。近年来畜牧业在官方的指引和刺激下也快速发展，以奶牛养殖为主，存栏约10万头。。2012年九三管理局实现国内生产总值85.21亿元，粮食总产179万吨，全局人均收入2.25万元。